# Dolce Valentina
Dolce Valentina (titolo originale: Mi gorda bella) è una telenovela venezuelana prodotta dalla Coral e trasmessa da RCTV nel 2002. Ha la durata di 178 puntate ed è stato un successo in tutto il Sud America. I protagonisti sono Natalia Streignard e Juan Pablo Raba, altri interpreti sono Norkys Batista e Jeronimo Gil. Il ruolo di antagonista è stato ricoperto da Hilda Abrahamz, che aveva già vestito i panni della perfida Maria Paola nella telenovela Marilena. In Italia è stata trasmessa in prima visione su Lady Channel, che ha curato anche il doppiaggio italiano, ed è stata trasmessa successivamente anche da Telenorba 7, Telenorba 8, Antenna Sicilia, Video Calabria, T9, Teletna e Canale 77 in Rosa. Nel 2015 è stata trasmessa su Mediaset Extra nel contenitore mattutino Novela. Dal 1 ottobre 2018 viene ritrasmessa su Donna TV. Dal 15 luglio 2019 verrà trasmessa ancora una volta su Donna TV.

## Trama
Valentina Villanueva Lanz è una ragazza un po' sovrappeso che ha trascorso tutta l'adolescenza in un collegio: il giorno del diploma, la madre decide di riportarla con sé nella casa dei Villanueva, ma Olimpia Mercuri, perfida moglie di Giancarlo Villanueva nonché l'eterna rivale della madre di Valentina, temendo che quest'ultima l'avrebbe cacciata di casa, incarica il suo braccio destro di far esplodere l'aereo con il quale avrebbe fatto ritorno. Così Valentina va a vivere da sola a casa dello zio Giancarlo, dove verrà malamente accolta da Olimpia e dalla figlia Arianna, che non perderanno mai occasione di tormentarla.
Ma a darle conforto c'è il cugino Roberto, di cui lei è innamorata sin da bambina: Valentina sa che il suo è un sogno impossibile, non solo essendo suo cugino, ma poiché Roberto è fidanzato con Chiquinquirà "Chiqui" Lorenz, una famosa modella che incarna il prototipo della ragazza ricca, frivola, e viziata.
Sarà l'amore per Roberto a dare a Valentina la forza di affrontare le avversità che le si presentano davanti e di tenere testa a Olimpia, che vuole a tutti i costi impossessarsi dell'eredità che le avevano lasciato i suoi genitori e che in tutti i modi, a sua insaputa, cerca di farla fuori.
Intanto la ragazza, nonostante il suo aspetto, riesce a conquistare Roberto, che si innamora perdutamente di lei e lascia la sua fidanzata.
Tuttavia il loro amore si ritroverà presto minacciato: un giorno, infatti, Valentina ha un malore e scopre che i cioccolatini che gli regalava sempre Roberto erano avvelenati.
A quel punto Valentina fugge da casa Villanueva per rifugiarsi in Spagna dove vive la sua prozia Celeste, sottoponendosi ad una rigida dieta che la farà tornare in piena forma e progettando di vendicarsi contro tutti i Villanueva, convinta che anche Roberto fosse stato coinvolto nel complotto della madre.
Dopo un anno, essendo ritornata magra, approfitta del suo nuovo aspetto per tornare in Venezuela e acquistare una nuova identità, presentandosi a tutti il giorno del matrimonio di Roberto con Chiqui come Bella de la Rosa Montiel.
Valentina, sotto mentite spoglie, va a vivere nella pensione di sua zia Sasà e a lavorare presso l'agenzia dello zio, ma nonostante i suoi propositi vendicativi si rende conto di essere ancora innamorata di Roberto, che si trova in crisi con la moglie e disconoscendo la sua vera identità si innamora di nuovo di lei.
Cercherà ad ogni modo di smascherare Olimpia, che è riuscita abilmente ad ingannare tutti e a condurre una doppia vita (in realtà è una spogliarellista che balla in un locale frequentato da persone losche e intrattiene una relazione segreta con Lorenzo, il padre di Chiqui), ma soprattutto di far venire a galla tutti i suoi crimini.
Nel frattempo anche Roberto agisce in incognito, facendosi passare come “Il lirio de plata”, usando il suo travestimento per rubare ai ricchi e dare ai poveri, e scopre di non essere figlio di Giancarlo, bensì di Carlo Emanuele Sevilla, un uomo con il quale la madre aveva avuto una relazione prima di conoscere il marito.
Verso la fine della storia, “Bella de La Rosa Montiel” viene accusata di aver ucciso il giudice Gomez, ossia un magistrato che Olimpia aveva corrotto per ottenere l'eredità di Valentina, e così si procurerà un costume da grassa per assumere di nuovo la sua vera identità.
Alla fine Olimpia verrà smascherata e finirà in galera a causa di tutti i delitti commessi: in carcere non avrà vita facile, ma si mette d'accordo con Rocco, che l'accoltella di proposito per fare in modo di facilitare il suo piano di fuga.
Ma Olimpia riesce a resistere e grazie all'aiuto del suo assistente Rocco riesce a scappare dall'ospedale in cui era ricoverata: i due si recano su uno yacht ma a causa di un suo errore lo fa esplodere provocando la morte di entrambi.
Superati tutti gli ostacoli, Valentina e Roberto possono finalmente vivere in pace felici e contenti con la loro famiglia, ritrovando la pace e l'unità che era sempre mancata.

## Personaggi
- Valentina Villanueva Lanz de Sevilla alias Bella de la Rosa Montiel, interpretata da Natalia Streignard.
- Roberto Villanueva Mercouri nato Sevilla Crespo alias Lirio de Plata, interpretato da Juan Pablo Raba.
- Olimpia Mercouri de Villanueva nata María Adelaide Crespo †, interpretata da Hilda Abrahamz.
- Chiquinquira "Chiqui" Lorenz Rivero nata Lorenz Lòpez de Carreño, interpretata da Norkys Batista.
- Franklin Carreño, interpretato da Jeronimo Gil.
- Josefina "Sasá" Lanz Alvarado vedova de Sevilla, interpretata da Emma Rabbe.
- Giancarlo Villanueva, interpretato da Flavio Caballero.

### Personaggi secondari
- Arianna Margherita Villanueva Mercouri nata Villanueva Crespo, interpretata da Aileen Celeste.
- Achille Villanueva Mercouri nato Villanueva Crespo, interpretato da Carlos Alvarez.
- Pandora Emilia Villanueva Mercouri de Rosales nata Villanueva Crespo, interpretata da Marianela González.
- Romano Fonseca, interpretato da Luciano D'Alessandro.
- Monica Rivero de Lorenz, interpretata da Belen Marrero.
- Lorenzo "Lolo" Lorenz, interpretato da Felix Loreto.
- Ninfa del Valle de Villanueva, interpretata da Prakriti Maduro.
- Giorgio Rosales, interpretato da Hugo Vásquez.
- Rocco Giulia †, interpretato da Marcos Moreno.
- Doña Celeste Villanueva de Dupont †, interpretata da Amalia Perez Diaz.
- Don Segundo Villanueva, interpretato da Carlos Marquez.
- Eva Lanz Alvarado de Villanueva †, interpretata da Mimi Lazo.
- Luigi Filippo Villanueva †, interpretato da Manuel Salazar.
- Beatrice Teresa Carreño Páez, interpretata da Ana Beatriz Osorio.
- Capitano Carlo Emanuele Sevilla †, interpretato da Daniel Alvarado.
- Fabiola Fonseca, interpretata da Sandra Martinez.
- Samuel Robinson, interpretato da Daniel Anibal Blasco.
- Nereide, interpretata da Mayra Africano.
- Jessica López "J.Lo o la Pomposa", interpretata da Nathalie Cortez
- Debora Pereira, interpretata da Kareliz Ollarves
- Natalia, interpretata da Sonia Villamizar
- Viviana Duran, interpretatata da Aleska Diaz Granados
- Ezquinaci, interpretato da Jose Manuel Ascensao
- Pepa López Castro "Pepita", interpretato da Ileana Aloma
- Avv. Jose Ignacio Pacheco, interpretato da Jose Angel Avila
- Alejandro Silva, interpretato da Abelardo Behna
- Gladiola Páez vedova de Carreño, interpretata da Martha Pabon
- Juan Carlos, interpretato da Kelvin Elizonde
- Consuelito, interpretata da Jeanette Flores
- Comissario Pantoja, interpretato da Edgar Gomez
- Daniel Eduardo, interpretato da Jose Carlos Grillet
- Macedonio Ortega, interpretato da Enrique Izquierdo
- Angelica, interpretata da Dora Mazzone
- Benigno Matiz, interpretato da Eric Noriega
- Javier, interpretato da Sandy Olivares
- Carmen, interpretata da Kristin Pardo
- Boligoma, interpretato da Miguel Angel Perez
- Guillermo, Andres interpretato da Israel Baez
- Rita López, interpretata da Gabriela Santeliz
- Mamma Dolores, interpretata da Soraya Sanz
- Mateo, interpretato da Jesus Seijas
- Joel, interpretato da Manuel Sosa
- Donna Elena, interpretata da Elisa Stella

## Puntate
| Stagione         | Episodi | Prima TV originale | Prima TV Italia |
| ---------------- | ------- | ------------------ | --------------- |
| Prima Stagione   | 63      | 2002               | 2002            |
| Seconda Stagione | 58      | 2002               | 2003            |
| Terza Stagione   | 57      | 2003               | 2003            |

Gli episodi sono divisi in tre parti Dal 1 fino al 63 poi dal 64 al 121 e infine il 121 al 178.